# Living Like a Runaway
Albums de Lita Ford
Wicked Wonderland
(2009)
Living Like a Runaway est le huitième album studio de la chanteuse américaine Lita Ford dont la sortie est prévue pour le 19 juin 2012 publié via le label SPV GmbH.
L'album fut écrit en une année par Lita Ford et le producteur Gary Hoey. Lita Ford collabore aussi avec le musicien Michael Dan Ehmig pour l'écriture des chansons, qui avait déjà participé par le passé avec Ford sur les albums Stiletto en 1990, Dangerous Curves en 1991 et Black en 1995.
Ford déclara lors d'une interview en 2011 que l'album Wicked Wonderland n'est pas un véritable album de "Lita Ford" mais plus un album de "Lita et de Jim Gilette" et que l'album Living Like a Runaway, marque le vrai retour de Lita Ford. Un retour avec cet album dont les paroles furent inspirées par son divorce avec Jim Gilette. Lita ajouta:

« Gary Hoey et moi avons voulu aborder cet album par un retour aux sources. Nous voulons retirer toutes les parties électroniques et ne garder que les chants, la guitare, la basse et la batterie. Pour en revenir à l'essentiel à ce que le punk, le metal et The Runaways étaient pour moi. »

Lita Ford déclara à propos du titre de l'album:

« Le titre de l'album: Living Like a Runaway, signifie la liberté et l'habilitation. Faire ce que je veux et poursuivre mes rêves tout en répondant à personne. »

## Liste des titres
| No  | Titre                                                | Auteur                                  | Durée |
| --- | ---------------------------------------------------- | --------------------------------------- | ----- |
| 1.  | Branded                                              | Lita Ford, Gary Hoey                    | 3:55  |
| 2.  | Hate                                                 | Lita Ford, Gary Hoey, Michael Dan Ehmig | 4:03  |
| 3.  | The Mask                                             | Lita Ford                               | 4:18  |
| 4.  | Living Like a Runaway                                | Lita Ford, Gary Hoey, Michael Dan Ehmig | 4:57  |
| 5.  | Relentless                                           | Gary Hoey                               | 3:56  |
| 6.  | Mother                                               | Lita Ford                               | 3:02  |
| 7.  | Devil in my Head                                     | Lita Ford, Gary Hoey, Michael Dan Ehmig | 5:34  |
| 8.  | Asylum                                               | Lita Ford, Michael Dan Ehmig            | 4:44  |
| 9.  | Love 2 Hate U                                        | Lita Ford, Gary Hoey, Michael Dan Ehmig | 3:52  |
| 10. | A Song to Slit Your Wrists By (reprise du groupe 58) | Nikki Sixx, David Darling               | 4:03  |

| 11. | Boiling Point |  |  |

| 11. | Bad Neighborhood                         | Lita Ford, Michael Dan Ehmig, Doug Aldrich |  |
| 12. | The Bitch Is Back (reprise d'Elton John) | Elton John, Bernie Taupin                  |  |

## Musiciens
- Lita Ford - chants, guitare
- Tom Cavanagh - guitare
- Michael T. Ross - claviers
- Stet Howland - batterie
- Teddy Cook - basse
- Doug Aldrich - guitare sur Bad Neighborhood